# Hans-Jürgen Quadbeck-Seeger
Hans-Jürgen Quadbeck-Seeger (* 29. Mai 1939 in Insterburg in Ostpreußen) ist ein deutscher Chemiker, Erfinder, Manager und Aphoristiker. Er war Forschungs-Vorstand der BASF und Präsident der Gesellschaft Deutscher Chemiker.

## Leben
Nach dem Abitur in Verden studierte Quadbeck-Seeger Chemie, Physik und Anthropologie in München. 1967 wurde er promoviert mit einer Arbeit aus dem Bereich der organischen Chemie. Noch im selben Jahr begann er bei der BASF im Farbenlaboratorium, wo er sich mit der Synthese von Vorprodukten für Farbstoffe befasste. 1969 wurde er Leiter der Forschungsgruppe auf dem Gebiet der Zwischenprodukte für den Farbstoff- und Pharmasektor. In seiner wissenschaftlichen Arbeit setzte er sich  mit den Problemen der Gentechnik auseinander. Neben seiner Forschungstätigkeit koordinierte er die Verbindung des Unternehmens zu wissenschaftlichen Einrichtungen. Später übernahm Quadbeck-Seeger als Direktor die Leitung des Zentralbereichs Hauptlaboratorium. Er selbst war dort für die Arbeitsgebiete zuständig, in denen Chemie und Biologie zusammenwirken. 1985 wechselte er in den Vorstand der BASF-Tochtergesellschaft Knoll AG. Von 1989 bis 1997 war er Forschungschef im Vorstand der BASF AG.
In den Jahren 1994 und 1995 war er Präsident der Gesellschaft Deutscher Chemiker. Seine Präsidentschaft stellte er unter das Motto „Chemie im Aufbruch“. In seiner Amtszeit setzte er die Aufnahme eines Verhaltenskodexes in der Satzung durch. Quadbeck-Seeger engagierte sich in zwei Kommissionen zur Studienreform sowie in der Enquete-Kommission des Deutschen Bundestages „Chancen und Risiken der Gentechnologie“. Er war Mitglied des Senats der Deutschen Forschungsgemeinschaft von 1991 bis 1994 und Mitglied des Senats sowie des Verwaltungsrats der Max-Planck-Gesellschaft von 1996 bis 2000.
Die Universität Heidelberg berief ihn 1985 zum Honorarprofessor für industrielle Chemie. 1998 erhielt er das Bundesverdienstkreuz Erster Klasse, 2014 die Lorenz-Oken-Medaille. 1999 erfolgte seine Aufnahme in die Erfindergalerie des Deutschen Patent- und Markenamtes für Leistungen auf dem Gebiet des innovationsintegrierten Umweltschutzes im Bereich der chemischen Produktentwicklung.
Quadbeck-Seeger veröffentlichte Bücher zum Thema Innovationen sowie populärwissenschaftliche Bücher zur Chemie.

## Aphorismen
Quadbeck-Seeger ist der Urheber zahlreicher Aphorismen, wie etwa „Das Gehirn ist ein Computer, bei dem die Hardware soft ist.“ oder „Ein Paradies, in dem es keine Innovationen gäbe, das wäre ja die Hölle.“
Besonders bekannt wurde das folgende Motivationszitat:

„Ein guter Anfang braucht Begeisterung, ein gutes Ende Disziplin“

Dieses Zitat wählte der DFB als Devise für die Fußball-Weltmeisterschaft 2014 in Brasilien – zunächst ohne Nennung des Autors. Im Abspann des WM-Films Die Mannschaft wurde Quadbeck-Seeger für den Aphorismus gedankt.